# Fengxi Xiang (socken i Kina)
Fengxi Xiang (kinesiska: 凤溪乡) är en socken i Kina. Den ligger i provinsen Hunan, i den södra delen av landet, omkring 360 kilometer väster om provinshuvudstaden Changsha.
Genomsnittlig årsnederbörd är 1 705 millimeter. Den regnigaste månaden är maj, med i genomsnitt 293 mm nederbörd, och den torraste är december, med 26 mm nederbörd.